# Liviu Groza
Liviu Groza (n. 10 iulie 1932, Caransebeș, Caraș-Severin, România – d. 23 septembrie 2017, Caransebeș, Caraș-Severin, România) a fost un istoric român specializat în istorie militară, în special cea a Banatului.

## Biografie
In  Caransebeș a urmat școala primară și liceul Traian Doda, pe care l-a absolvit în anul 1951. 
Vremurile i-au fost potrivnice pentru împlinirea năzuințelor de a ajunge medic chirurg, fiind nevoit să îmbrățișeze meseria armelor. 
A fost ofițer conștiincios, dar neîmpăcat cu gândul că nu s-a realizat profesional așa cum ar fi dorit. 
Providența i-a surâs când l-a cunoscut pe acad. Constantin Daicoviciu și pe prof. univ. dr. doc. Radu Vulpe, care i-au călăuzit pașii spre pătrunderea tainelor istoriei. 
A urmat cursurile Facultății de Istorie, fapt ce l-a ajutat să se consacre studiului istoriei militare.  
În anul 1989 a avut prilejul să studieze în Arhivele de Război din Viena documente referitoare la istoria militară a Banatului pe care le-a publicat în cele peste 30 de volume, dintre care un loc aparte îl ocupă cele 10 volume sugestiv intitulate „Restituiri Istorice“. 
A ținut numeroase expuneri (peste 1000) în cadrul unor simpozioane, conferințe, interviuri la radio și televiziune. 
A colaborat la diverse reviste din țară și străinătate unde a publicat peste 100 de articole. 
Colaborarea cu istorici de prestigiu ca Hadrian Daicoviciu, Gheorghe Lazarovici, Doina Benea, Costin Feneșan, Valeriu Leu, Constantin Pop și încă mulți alții, i-a fost benefică pentru clarificarea unor probleme mai puțin cunoscute în istoria militară a Banatului . 
De un mare ajutor i-a fost colaborarea cu dr. Alexander Krischan din Viena și dr. Rainer Egger, directorul Arhivelor de Război din Viena care i-au pus la dispoziție documente de o inestimabilă valoare. Benefică a fost și colaborarea cu inimosul cercetător Trințu Măran din Viena care i-a trimis întotdeauna documentele solicitate. 
Orator desăvârșit, a știut să atragă prin puterea cuvântului său pe toți cei care îl ascultau . 
Liviu Groza a ieșit întotdeauna învingător față de neprieteni, cu toate că nu a adus nimănui nici un prejudiciu. 
În întreaga sa activitate a fost călăuzit de crezul său pe care l-a împlinit cu sfințenie : „Am muncit toată viața, ca să trăiesc și după moartea mea“. 
Asiduu cercetător al războaielor austro-otomane în culoarul Timiș-Cerna și al evenimentelor petrecute în acest context, prin totalitatea lucrările sale, Liviu Groza s-a consacrat, în timp, ca principalul istoric al Caransebeșului.